# Dixième circonscription du Pas-de-Calais
La dixième circonscription du Pas-de-Calais est l'une des douze circonscriptions législatives françaises que compte le département du Pas-de-Calais (62) situé en région Hauts-de-France.

## Description géographique et démographique

### De 1958 à 1986
Le département avait quatorze circonscriptions.
La dixième circonscription du Pas-de-Calais était composée de :
- commune de Barlin
- commune de Bouvigny-Boyeffles
- commune de Bruay-en-Artois
- commune de Drouvin-le-Marais
- commune de Fresnicourt-le-Dolmen
- commune de Gosnay
- commune de Gouy-Servins
- commune de Haillicourt
- commune de Hersin-Coupigny
- commune de Hesdigneul-lès-Béthune
- commune de Houchain
- commune de Labuissière
- commune de Maisnil-lès-Ruitz
- commune de Marles-les-Mines
- commune de Noeux-les-Mines
- commune de Ruitz
- commune de Sains-en-Gohelle
- commune de Servins
- commune de Vaudricourt

Source : Journal Officiel du 14-15 Octobre 1958.

### Depuis 1988
La dixième circonscription du Pas-de-Calais est délimitée par le découpage électoral de la loi n°86-1197 du 24 novembre 1986
, elle regroupait les divisions administratives suivantes : 
- Canton d'Auchel
- Canton de Barlin
- Canton de Bruay-la-Buissière
- Canton de Houdain.

### Depuis 2012
Depuis le redécoupage électoral de 2010, la dixième circonscription regroupe les six cantons suivants : Barlin, Bruay-la-Buissière, Divion, Houdain, Nœux-les-Mines, Sains-en-Gohelle.
Ce regroupement de divisions administratives (cantons) est celui en vigueur pour les élections législatives de 2022.

### Démographie
D'après le recensement de la population en 2019, réalisé par l'Institut national de la statistique et des études économiques (INSEE), la population de cette circonscription est estimée à 119 075 habitants,,.

## Historique des députations
| Législature | Début de mandat | Fin de mandat  | Député           | Parti politique | Observations                                                                          |
| ----------- | --------------- | -------------- | ---------------- | --------------- | ------------------------------------------------------------------------------------- |
| IXe         | 23 juin 1988    | 1er avril 1993 | Marcel Wacheux   | PS              |                                                                                       |
| Xe          | 2 avril 1993    | 21 avril 1997  | Serge Janquin,   | PS,             | Mandat écourté à la suite d'une dissolution parlementaire décidée par Jacques Chirac. |
| XIe         | 12 juin 1997    | 18 juin 2002   | Serge Janquin,   | PS,             |                                                                                       |
| XIIe        | 19 juin 2002    | 19 juin 2007   | Serge Janquin,   | PS,             |                                                                                       |
| XIIIe       | 20 juin 2007    | 19 juin 2012   | Serge Janquin    | PS              |                                                                                       |
| XIVe        | 20 juin 2012    | 20 juin 2017   | Serge Janquin    | PS              |                                                                                       |
| XVe         | 22 avril 2021   | 21 juin 2022   | Ludovic Pajot    | RN              |                                                                                       |
| XVe         | 22 avril 2021   | 21 juin 2022   | Myriane Houplain | RN              |                                                                                       |

## Historique des élections

### Élections de 1958
| Candidat       | Candidat                 | Parti          | Premier tour | Premier tour | Second tour | Second tour |  |
| Candidat       | Candidat                 | Parti          | Voix         | %            | Voix        | %           |  |
| -------------- | ------------------------ | -------------- | ------------ | ------------ | ----------- | ----------- |  |
|                | Télesphore Caudron élu   | SFIO           | 16 069       | 38,24        | 18 119      | 43,76       |  |
|                | André Mancey             | PCF            | 15 433       | 36,73        | 15 534      | 37,52       |  |
|                | Marcel Guerlain          | CR             | 6 776        | 16,13        | 7 750       | 18,72       |  |
|                | Maximilien de Bettignies | MRP            | 3 741        | 8,9          | Retrait     | Retrait     |  |
|                |                          |                |              |              |             |             |  |
| Inscrits       | Inscrits                 | Inscrits       | 51 018       | 100,00       | 51 014      | 100,00      |  |
| Abstentions    | Abstentions              | Abstentions    | 8 331        | 16,33        | 9 116       | 17,87       |  |
| Votants        | Votants                  | Votants        | 42 687       | 83,67        | 41 898      | 82,13       |  |
| Blancs et nuls | Blancs et nuls           | Blancs et nuls | 668          | 1,56         | 495         | 1,18        |  |
| Exprimés       | Exprimés                 | Exprimés       | 42 019       | 98,44        | 41 403      | 98,82       |  |

Le suppléant de Télesphore Caudron était Raymond Derancy, maire de Barlin. Raymond Derancy remplaça Télesphore Caudron, décédé, du 16 mai 1959 au 9 octobre 1962.

### Élections de 1962
| Candidat       | Candidat                      | Parti          | Premier tour | Premier tour | Second tour | Second tour |  |
| Candidat       | Candidat                      | Parti          | Voix         | %            | Voix        | %           |  |
| -------------- | ----------------------------- | -------------- | ------------ | ------------ | ----------- | ----------- |  |
|                | André Mancey                  | PCF            | 15 164       | 39,22        | 17 645      | 45,13       |  |
|                | Raymond Derancy sortant réélu | SFIO           | 12 226       | 31,62        | 19 316      | 49,4        |  |
|                | André Everaere                | UNR-UDT        | 9 215        | 23,83        | 2 139       | 5,47        |  |
|                | Maximilien de Bettignies      | MRP            | 2 062        | 5,33         | Retrait     | Retrait     |  |
|                |                               |                |              |              |             |             |  |
| Inscrits       | Inscrits                      | Inscrits       | 51 019       | 100,00       | 51 002      | 100,00      |  |
| Abstentions    | Abstentions                   | Abstentions    | 11 696       | 22,92        | 10 251      | 20,1        |  |
| Votants        | Votants                       | Votants        | 39 323       | 77,08        | 40 751      | 79,9        |  |
| Blancs et nuls | Blancs et nuls                | Blancs et nuls | 656          | 1,67         | 1 651       | 4,05        |  |
| Exprimés       | Exprimés                      | Exprimés       | 38 667       | 98,33        | 39 100      | 95,95       |  |

Le suppléant de Raymond Derancy était Lucien Decats, mineur, maire de Bruay-en-Artois.

### Élections de 1967
| Candidat       | Candidat                | Parti          | Premier tour | Premier tour | Second tour | Second tour |  |
| Candidat       | Candidat                | Parti          | Voix         | %            | Voix        | %           |  |
| -------------- | ----------------------- | -------------- | ------------ | ------------ | ----------- | ----------- |  |
|                | Maurice Andrieux élu    | PCF            | 16 095       | 37,06        | 25 124      | 61,05       |  |
|                | Raymond Derancy sortant | SFIO (FGDS)    | 15 607       | 35,94        | Retrait     | Retrait     |  |
|                | André Everaere          | UD-Ve          | 10 149       | 23,37        | 16 027      | 38,95       |  |
|                | Christian Delattre      | CD (PDM)       | 1 576        | 3,63         |             |             |  |
|                |                         |                |              |              |             |             |  |
| Inscrits       | Inscrits                | Inscrits       | 50 589       | 100,00       | 50 574      | 100,00      |  |
| Abstentions    | Abstentions             | Abstentions    | 6 579        | 13           | 7 779       | 15,38       |  |
| Votants        | Votants                 | Votants        | 44 010       | 87           | 42 795      | 84,62       |  |
| Blancs et nuls | Blancs et nuls          | Blancs et nuls | 583          | 1,32         | 1 644       | 3,84        |  |
| Exprimés       | Exprimés                | Exprimés       | 43 427       | 98,68        | 41 151      | 96,16       |  |

Le suppléant de Maurice Andrieux était Louis Josien, mineur, de La Buissière.

### Élections de 1968
| Candidat       | Candidat                       | Parti          | Premier tour | Premier tour | Second tour | Second tour |  |
| Candidat       | Candidat                       | Parti          | Voix         | %            | Voix        | %           |  |
| -------------- | ------------------------------ | -------------- | ------------ | ------------ | ----------- | ----------- |  |
|                | Maurice Andrieux sortant réélu | PCF            | 15 392       | 36,17        | 21 061      | 52,39       |  |
|                | André Everaere                 | UDR (URP)      | 13 403       | 31,5         | 19 139      | 47,61       |  |
|                | Raymond Derancy                | SFIO (FGDS)    | 12 709       | 29,87        | Retrait     | Retrait     |  |
|                | Régis Lalin                    | PSU            | 1 050        | 2,47         |             |             |  |
|                |                                |                |              |              |             |             |  |
| Inscrits       | Inscrits                       | Inscrits       | 50 423       | 100,00       | 50 399      | 100,00      |  |
| Abstentions    | Abstentions                    | Abstentions    | 7 340        | 14,56        | 9 138       | 18,13       |  |
| Votants        | Votants                        | Votants        | 43 083       | 85,44        | 41 261      | 81,87       |  |
| Blancs et nuls | Blancs et nuls                 | Blancs et nuls | 529          | 1,23         | 1 061       | 2,57        |  |
| Exprimés       | Exprimés                       | Exprimés       | 42 554       | 98,77        | 40 200      | 97,43       |  |

Le suppléant de Maurice Andrieux était Louis Josien.

### Élections de 1973
| Candidat       | Candidat                       | Parti          | Premier tour | Premier tour | Second tour | Second tour |  |
| Candidat       | Candidat                       | Parti          | Voix         | %            | Voix        | %           |  |
| -------------- | ------------------------------ | -------------- | ------------ | ------------ | ----------- | ----------- |  |
|                | Maurice Andrieux sortant réélu | PCF            | 17 220       | 39,97        | 25 024      | 62,19       |  |
|                | Marcel Wacheux                 | PS (UGSD)      | 16 387       | 38,04        | Retrait     | Retrait     |  |
|                | Eugène Castelain               | UDR (URP)      | 5 304        | 12,31        | 15 214      | 37,81       |  |
|                | Marie-Claude Wambre            | Divers droite  | 2 535        | 5,88         |             |             |  |
|                | Jean Dagouneau                 | Rad (MR)       | 1 633        | 3,79         |             |             |  |
|                |                                |                |              |              |             |             |  |
| Inscrits       | Inscrits                       | Inscrits       | 51 244       | 100,00       | 51 126      | 100,00      |  |
| Abstentions    | Abstentions                    | Abstentions    | 7 421        | 14,48        | 8 793       | 17,2        |  |
| Votants        | Votants                        | Votants        | 43 823       | 85,52        | 42 333      | 82,8        |  |
| Blancs et nuls | Blancs et nuls                 | Blancs et nuls | 744          | 1,7          | 2 095       | 4,95        |  |
| Exprimés       | Exprimés                       | Exprimés       | 43 079       | 98,3         | 40 238      | 95,05       |  |

La suppléante de Maurice Andrieux était Denise Lesieux, conseillère générale du canton de Bruay-en-Artois.

### Élections de 1978
| Candidat       | Candidat                       | Parti          | Premier tour | Premier tour | Second tour | Second tour |  |
| Candidat       | Candidat                       | Parti          | Voix         | %            | Voix        | %           |  |
| -------------- | ------------------------------ | -------------- | ------------ | ------------ | ----------- | ----------- |  |
|                | Maurice Andrieux sortant réélu | PCF            | 19 973       | 41,47        | 29 734      | 100,00      |  |
|                | Marcel Wacheux                 | PS             | 16 345       | 33,94        | Retrait     | Retrait     |  |
|                | Jean Dagouneau                 | UDF (Rad)      | 6 124        | 12,71        |             |             |  |
|                | Robert Van den Neucker         | RPR            | 4 078        | 8,47         |             |             |  |
|                | Danièle Hanryon                | LO             | 859          | 1,78         |             |             |  |
|                | Marie-Claude Wambre            | Divers droite  | 785          | 1,63         |             |             |  |
|                |                                |                |              |              |             |             |  |
| Inscrits       | Inscrits                       | Inscrits       | 57 122       | 100,00       | 57 121      | 100,00      |  |
| Abstentions    | Abstentions                    | Abstentions    | 7 993        | 13,99        | 13 815      | 24,19       |  |
| Votants        | Votants                        | Votants        | 49 129       | 86,01        | 43 306      | 75,81       |  |
| Blancs et nuls | Blancs et nuls                 | Blancs et nuls | 965          | 1,96         | 13 572      | 31,34       |  |
| Exprimés       | Exprimés                       | Exprimés       | 48 164       | 98,04        | 29 734      | 68,66       |  |

Le suppléant de Maurice Andrieux était Roland Cressent, ancien mineur à Bruay-en-Artois.

### Élections de 1981
| Candidat       | Candidat                 | Parti          | Premier tour | Premier tour | Second tour | Second tour |  |
| Candidat       | Candidat                 | Parti          | Voix         | %            | Voix        | %           |  |
| -------------- | ------------------------ | -------------- | ------------ | ------------ | ----------- | ----------- |  |
|                | Marcel Wacheux élu       | PS             | 19 210       | 44,75        | 30 532      | 76,66       |  |
|                | Maurice Andrieux sortant | PCF            | 15 825       | 36,86        | Retrait     | Retrait     |  |
|                | Jean Dagouneau           | UDF (Rad)      | 7 895        | 18,39        | 9 298       | 23,34       |  |
|                |                          |                |              |              |             |             |  |
| Inscrits       | Inscrits                 | Inscrits       | 58 007       | 100,00       | 58 003      | 100,00      |  |
| Abstentions    | Abstentions              | Abstentions    | 14 229       | 24,53        | 15 761      | 27,17       |  |
| Votants        | Votants                  | Votants        | 43 778       | 75,47        | 42 242      | 72,83       |  |
| Blancs et nuls | Blancs et nuls           | Blancs et nuls | 848          | 1,94         | 2 412       | 5,71        |  |
| Exprimés       | Exprimés                 | Exprimés       | 42 930       | 98,06        | 39 830      | 94,29       |  |

Le suppléant de Marcel Wacheux était Jacques Villedary, professeur de collège, conseiller général, maire de Noeux-les-Mines.

### Élections de 1988
| Candidat       | Candidat                     | Parti           | Premier tour | Premier tour | Second tour | Second tour |  |
| Candidat       | Candidat                     | Parti           | Voix         | %            | Voix        | %           |  |
| -------------- | ---------------------------- | --------------- | ------------ | ------------ | ----------- | ----------- |  |
|                | Marcel Wacheux sortant réélu | PS              | 25 197       | 49,84        | 33 047      | 100,00      |  |
|                | Jean-Luc Bécart              | PCF             | 13 303       | 26,32        | Retrait     | Retrait     |  |
|                | Jean Dagouneau               | UDF (Rad) (URC) | 8 795        | 17,4         |             |             |  |
|                | Thierry Agard                | FN              | 3 256        | 6,44         |             |             |  |
|                |                              |                 |              |              |             |             |  |
| Inscrits       | Inscrits                     | Inscrits        | 74 130       | 100,00       | 74 130      | 100,00      |  |
| Abstentions    | Abstentions                  | Abstentions     | 22 082       | 29,79        | 32 115      | 43,32       |  |
| Votants        | Votants                      | Votants         | 52 048       | 70,21        | 42 015      | 56,68       |  |
| Blancs et nuls | Blancs et nuls               | Blancs et nuls  | 1 497        | 2,88         | 8 968       | 21,34       |  |
| Exprimés       | Exprimés                     | Exprimés        | 50 551       | 97,12        | 33 047      | 78,66       |  |

Le suppléant de Marcel Wacheux était Serge Janquin, conseiller régional, maire de Bruay-la-Buissière.

### Élections de 1993
| Candidat       | Candidat                    | Parti          | Premier tour | Premier tour | Second tour | Second tour |  |
| Candidat       | Candidat                    | Parti          | Voix         | %            | Voix        | %           |  |
| -------------- | --------------------------- | -------------- | ------------ | ------------ | ----------- | ----------- |  |
|                | Serge Janquin sortant réélu | PS (ADFP)      | 13 992       | 27,85        | 23 865      | 100,00      |  |
|                | Jean-Luc Bécart             | PCF            | 13 449       | 26,77        | Retrait     | Retrait     |  |
|                | Daniel Mouton               | RPR (UPF)      | 7 840        | 15,61        |             |             |  |
|                | Jean-Paul Depret            | FN             | 4 437        | 8,83         |             |             |  |
|                | Franck Gluszak              | GÉ (EÉ)        | 2 766        | 5,51         |             |             |  |
|                | Jean-Marc Lehut             | Divers droite  | 2 623        | 5,22         |             |             |  |
|                | Mireille Petit              | LT-LNÉ         | 2 239        | 4,46         |             |             |  |
|                | Jean Dagouneau              | Divers droite  | 1 928        | 3,84         |             |             |  |
|                | Jacques Kmieciak            | Extrême gauche | 966          | 1,92         |             |             |  |
|                |                             |                |              |              |             |             |  |
| Inscrits       | Inscrits                    | Inscrits       | 73 594       | 100,00       | 73 590      | 100,00      |  |
| Abstentions    | Abstentions                 | Abstentions    | 19 768       | 26,86        | 34 868      | 47,38       |  |
| Votants        | Votants                     | Votants        | 53 826       | 73,14        | 38 722      | 52,62       |  |
| Blancs et nuls | Blancs et nuls              | Blancs et nuls | 3 586        | 6,66         | 14 857      | 38,37       |  |
| Exprimés       | Exprimés                    | Exprimés       | 50 240       | 93,34        | 23 865      | 61,63       |  |

Le suppléant de Serge Janquin était Alain Wacheux (fils de Marcel Wacheux), conseiller municipal de Bruay-la-Buissière.

### Élections de 1997
| Candidat       | Candidat                    | Parti          | Premier tour | Premier tour | Second tour | Second tour |  |
| Candidat       | Candidat                    | Parti          | Voix         | %            | Voix        | %           |  |
| -------------- | --------------------------- | -------------- | ------------ | ------------ | ----------- | ----------- |  |
|                | Serge Janquin sortant réélu | PS             | 18 506       | 37,64        | 29 280      | 100,00      |  |
|                | Daniel Dewalle              | PCF            | 12 376       | 25,17        | Retrait     | Retrait     |  |
|                | Daniel Mouton               | RPR            | 6 591        | 13,41        |             |             |  |
|                | Jean-Paul Depret            | FN             | 5 917        | 12,04        |             |             |  |
|                | Daniel Ludwikowski          | Les Verts      | 2 495        | 5,07         |             |             |  |
|                | Gérard Delimard             | LO             | 1 899        | 3,86         |             |             |  |
|                | Daniel Lecucq               | MPF (LDI)      | 1 379        | 2,8          |             |             |  |
|                |                             |                |              |              |             |             |  |
| Inscrits       | Inscrits                    | Inscrits       | 71 845       | 100,00       | 71 836      | 100,00      |  |
| Abstentions    | Abstentions                 | Abstentions    | 19 900       | 27,7         | 32 280      | 44,94       |  |
| Votants        | Votants                     | Votants        | 51 945       | 72,3         | 39 556      | 55,06       |  |
| Blancs et nuls | Blancs et nuls              | Blancs et nuls | 2 782        | 5,36         | 10 276      | 25,98       |  |
| Exprimés       | Exprimés                    | Exprimés       | 49 163       | 94,64        | 29 280      | 74,02       |  |

Le suppléant de Serge Janquin était Alain Wacheux, adjoint au maire de Bruay-la-Buissière.

### Élections de 2002
| Candidat       | Candidat                    | Parti            | Premier tour | Premier tour | Second tour | Second tour |  |
| Candidat       | Candidat                    | Parti            | Voix         | %            | Voix        | %           |  |
| -------------- | --------------------------- | ---------------- | ------------ | ------------ | ----------- | ----------- |  |
|                | Serge Janquin sortant réélu | PS               | 15 490       | 37,62        | 24 096      | 67,22       |  |
|                | Isabelle Morel              | UMP              | 7 062        | 17,15        | 11 749      | 32,78       |  |
|                | Daniel Dewalle              | PCF              | 6 773        | 16,45        |             |             |  |
|                | Jean-Baptiste Morchipont    | FN               | 5 871        | 14,26        |             |             |  |
|                | Marie-Danièle Duquenne      | LO               | 1 193        | 2,9          |             |             |  |
|                | Alice Alexandre             | CPNT             | 775          | 1,88         |             |             |  |
|                | Xavier Morel                | LCR              | 773          | 1,88         |             |             |  |
|                | Nathalie Voegelé            | Les Verts        | 755          | 1,83         |             |             |  |
|                | Claudine Lescouf            | MPF              | 692          | 1,68         |             |             |  |
|                | Jean-Claude Baziuk          | Pôle républicain | 635          | 1,54         |             |             |  |
|                | Michel Klock                | RPF              | 452          | 1,1          |             |             |  |
|                | Michelle Trouvillez         | MÉI              | 297          | 0,72         |             |             |  |
|                | Emmanuel Rignaux            | MNR              | 280          | 0,68         |             |             |  |
|                | Malika Benyettou            | GÉ               | 130          | 0,32         |             |             |  |
|                | Nicodème Knopik             | Divers           | 0            | 0            |             |             |  |
|                |                             |                  |              |              |             |             |  |
| Inscrits       | Inscrits                    | Inscrits         | 72 038       | 100,00       | 72 028      | 100,00      |  |
| Abstentions    | Abstentions                 | Abstentions      | 29 280       | 40,65        | 33 462      | 46,46       |  |
| Votants        | Votants                     | Votants          | 42 758       | 59,35        | 38 566      | 53,54       |  |
| Blancs et nuls | Blancs et nuls              | Blancs et nuls   | 1 580        | 3,7          | 2 721       | 7,06        |  |
| Exprimés       | Exprimés                    | Exprimés         | 41 178       | 96,3         | 35 845      | 92,94       |  |

Le suppléant de Serge Janquin était Alain Wacheux, maire de Bruay-la-Buissière, Président de l'Artois Communauté, instituteur détaché, élu conseiller général du canton de Houdain en 2004.

### Élections de 2007
| Candidat       | Candidat                    | Parti          | Premier tour | Premier tour | Second tour | Second tour |  |
| Candidat       | Candidat                    | Parti          | Voix         | %            | Voix        | %           |  |
| -------------- | --------------------------- | -------------- | ------------ | ------------ | ----------- | ----------- |  |
|                | Serge Janquin sortant réélu | PS             | 15 431       | 37,91        | 25 496      | 67,90       |  |
|                | Isabelle Morel              | UMP            | 7 049        | 17,32        | 12 055      | 32,10       |  |
|                | Daniel Dewalle              | PCF            | 5 082        | 12,48        |             |             |  |
|                | Richard Jarrett             | Divers droite  | 5 078        | 12,47        |             |             |  |
|                | Chantal Bojanek             | FN             | 2 096        | 5,15         |             |             |  |
|                | Annie Delannoy-Jumez        | UDF–MoDem      | 1 550        | 3,81         |             |             |  |
|                | Olivier Vasse               | LCR            | 969          | 2,38         |             |             |  |
|                | Lisette Sudic               | Les Verts      | 888          | 2,18         |             |             |  |
|                | Marie-Danièle Duquenne      | LO             | 654          | 1,61         |             |             |  |
|                | Édith Baillet               | CPNT           | 567          | 1,39         |             |             |  |
|                | Daniel Mouton               | DLR            | 538          | 1,32         |             |             |  |
|                | Henri Bailleul              | MÉI            | 360          | 0,88         |             |             |  |
|                | Henri Bascoulergue          | MNR            | 228          | 0,56         |             |             |  |
|                | Valérie Molinari            | NC             | 216          | 0,53         |             |             |  |
|                |                             |                |              |              |             |             |  |
| Inscrits       | Inscrits                    | Inscrits       | 72 398       | 100,00       | 72 399      | 100,00      |  |
| Abstentions    | Abstentions                 | Abstentions    | 30 582       | 42,24        | 32 824      | 45,34       |  |
| Votants        | Votants                     | Votants        | 41 816       | 57,76        | 39 575      | 54,66       |  |
| Blancs et nuls | Blancs et nuls              | Blancs et nuls | 1 110        | 2,65         | 2 024       | 5,11        |  |
| Exprimés       | Exprimés                    | Exprimés       | 40 706       | 97,35        | 37 551      | 94,89       |  |

### Élections de 2012
| Candidat       | Candidat                    | Parti          | Premier tour | Premier tour | Second tour | Second tour |  |
| Candidat       | Candidat                    | Parti          | Voix         | %            | Voix        | %           |  |
| -------------- | --------------------------- | -------------- | ------------ | ------------ | ----------- | ----------- |  |
|                | Serge Janquin sortant réélu | PS             | 20 962       | 45,08        | 27 069      | 63,41       |  |
|                | Monique Lamare              | FN (RBM)       | 10 067       | 21,65        | 15 620      | 36,59       |  |
|                | Maureen Paternoga-Leleu     | UMP            | 6 826        | 14,68        |             |             |  |
|                | Thomas Boulard              | PCF (FG)       | 4 613        | 9,92         |             |             |  |
|                | Lisette Sudic-Taillieu      | EÉLV (MÉI)     | 840          | 1,81         |             |             |  |
|                | Davy Carincotte             | LT-LNÉ         | 589          | 1,27         |             |             |  |
|                | Élodie Milot                | MoDem (CpF)    | 550          | 1,18         |             |             |  |
|                | Daniel Mouton               | DLR            | 547          | 1,18         |             |             |  |
|                | Flore Lataste               | LO             | 535          | 1,15         |             |             |  |
|                | Gérard Cailliau             | NPA            | 336          | 0,72         |             |             |  |
|                | Martine Lefébure            | MPF            | 301          | 0,65         |             |             |  |
|                | Annick Charlety             | NC             | 250          | 0,54         |             |             |  |
|                | Olivier Bouly               | MOC            | 87           | 0,19         |             |             |  |
|                |                             |                |              |              |             |             |  |
| Inscrits       | Inscrits                    | Inscrits       | 89 833       | 100,00       | 89 833      | 100,00      |  |
| Abstentions    | Abstentions                 | Abstentions    | 42 222       | 47           | 44 371      | 49,39       |  |
| Votants        | Votants                     | Votants        | 47 611       | 53           | 45 462      | 50,61       |  |
| Blancs et nuls | Blancs et nuls              | Blancs et nuls | 1 108        | 2,33         | 2 773       | 6,1         |  |
| Exprimés       | Exprimés                    | Exprimés       | 46 503       | 97,67        | 42 689      | 93,9        |  |

### Élections de 2017
Les élections législatives françaises de 2017 ont eu lieu les dimanches 11 et 18 juin 2017.
|                                                                              | |                           |                           |                          |                          |
|                                                                              | | Premier tour 11 juin 2017 | Premier tour 11 juin 2017 | Second tour 18 juin 2017 | Second tour 18 juin 2017 |
|                                                                              | |                           |                           |                          |                          |
|                                                                              | | Nombre                    | % des inscrits            | Nombre                   | % des inscrits           |
| Inscrits                                                                     | Inscrits                                                                                               | 90 276                    | 100,00                    | 90 271                   | 100,00                   |
| Abstentions                                                                  | Abstentions                                                                                            | 48 653                    | 53,89                     | 52 822                   | 58,51                    |
| Votants                                                                      | Votants                                                                                                | 41 623                    | 46,11                     | 37 449                   | 41,49                    |
|                                                                              | |                           | % des votants             |                          | % des votants            |
| Bulletins blancs                                                             | Bulletins blancs                                                                                       | 821                       | 1,97                      | 2 261                    | 6,04                     |
| Bulletins nuls                                                               | Bulletins nuls                                                                                         | 306                       | 0,74                      | 1 229                    | 3,28                     |
| Suffrages exprimés                                                           | Suffrages exprimés                                                                                     | 40 496                    | 97,29                     | 33 959                   | 90,68                    |
|                                                                              | |                           |                           |                          |                          |
| Étiquette politique (partis et alliances)                                    | Étiquette politique (partis et alliances)                                                              | Voix                      | % des exprimés            | Voix                     | % des exprimés           |
|                                                                              | |                           |                           |                          |                          |
|                                                                              | Ludovic Pajot Front national                                                                           | 12 676                    | 31,30                     | 17 854                   | 52,58                    |
|                                                                              | Laurence Deschanel La République en marche                                                             | 8 309                     | 20,52                     | 16 105                   | 47,42                    |
|                                                                              | Bernard Cailliau Parti socialiste                                                                      | 7 260                     | 17,93                     |                          |                          |
|                                                                              | Gauthier Jankowski La France insoumise                                                                 | 5 192                     | 12,82                     |                          |                          |
|                                                                              | Nesrédine Ramdani Les Républicains                                                                     | 2 133                     | 5,27                      |                          |                          |
|                                                                              | Ludovic Guyot Parti communiste français                                                                | 1 998                     | 4,93                      |                          |                          |
|                                                                              | Lisette Sudic Europe Écologie Les Verts                                                                | 936                       | 2,31                      |                          |                          |
|                                                                              | Davy Carincotte Divers droite (La France qui ose - Confédération pour l'homme, l'animal et la planète) | 659                       | 1,63                      |                          |                          |
|                                                                              | Marie-Danièle Duquenne Lutte ouvrière                                                                  | 591                       | 1,46                      |                          |                          |
|                                                                              | Richard Markiewicz Divers gauche                                                                       | 436                       | 1,08                      |                          |                          |
|                                                                              | Alizée Dopierala Divers (Union populaire républicaine)                                                 | 257                       | 0,63                      |                          |                          |
|                                                                              | Cédric Courtecuisse Divers gauche (Parti de la démondialisation)                                       | 49                        | 0,12                      |                          |                          |
| Source : Ministère de l'Intérieur - Dixième circonscription du Pas-de-Calais | |                           |                           |                          |                          |

### Élections de 2022
Les élections législatives françaises de 2022 ont eu lieu les dimanches 12 et 19 juin 2022.
| Résultats des élections législatives des 12 et 19 juin 2022 de la 10e circonscription du Pas-de-Calais |                          |                          |                          |              |              |             |             |
| Candidat                                                                                               | Candidat                 | Parti et coalition       | Nuance                   | Premier tour | Premier tour | Second tour | Second tour |
| Candidat                                                                                               | Candidat                 | Parti et coalition       | Nuance                   | Voix         | %            | Voix        | %           |
| | Thierry Frappé           | RN                       | RN                       | 18 230       | 47,73        | 22 685      | 65,40       |
| | Michel Dagbert           | LREM (ENS)               | ENS                      | 6 945        | 18,18        | 12 003      | 34,60       |
| | Sandrine Coquerie        | LFI (NUPES)              | NUP                      | 6 587        | 17,25        |             |             |
| | Davy Carincotte          | LT-LNÉ (TUPV)            | ECO                      | 1 627        | 4,26         |             |             |
| | Ludivine Rus             | MDC                      | RDG                      | 1 434        | 3,75         |             |             |
| | Françoise Vantouroux     | LR                       | LR                       | 903          | 2,36         |             |             |
| | Myriane Houplain         | REC                      | REC                      | 898          | 2,35         |             |             |
| | Geoffroy Laloux          | LO                       | DXG                      | 558          | 1,46         |             |             |
| | Florent Cappe            | LP (UPF)                 | DSV                      | 429          | 1,12         |             |             |
| | Noémie Leu               | LMR                      | DVD                      | 347          | 0,91         |             |             |
| | Rémy Majorczyk           | SE                       | DIV                      | 237          | 0,62         |             |             |
| Votes valides                                                                                          | Votes valides            | Votes valides            | Votes valides            | 38 195       | 97,20        | 34 688      | 92,57       |
| Votes blancs                                                                                           | Votes blancs             | Votes blancs             | Votes blancs             | 735          | 1,87         | 1 789       | 4,77        |
| Votes nuls                                                                                             | Votes nuls               | Votes nuls               | Votes nuls               | 367          | 0,93         | 995         | 2,66        |
| Total                                                                                                  | Total                    | Total                    | Total                    | 39 297       | 100          | 37 472      | 100         |
| Abstention                                                                                             | Abstention               | Abstention               | Abstention               | 49 538       | 55,76        | 51 366      | 57,82       |
| Inscrits / participation                                                                               | Inscrits / participation | Inscrits / participation | Inscrits / participation | 88 835       | 44,24        | 88 838      | 42,18       |

### Élections de 2024
|                          | Thierry Frappé           | RN                       | RN                       | 32 530 | 60,61 |  |  |
|                          | Emmanuelle Leveugle      | PS (NFP)                 | UG                       | 10 085 | 18,79 |  |  |
|                          | Thomas Buttin            | LR (UDC)                 | LR                       | 5 635  | 10,50 |  |  |
|                          | Léo Luniewski            | RE (ENS)                 | ENS                      | 4 571  | 8,52  |  |  |
|                          | Éric Robaszkiewicz       | LO                       | EXG                      | 851    | 1,59  |  |  |
|                          |                          |                          |                          |        |       |  |  |
| Suffrages exprimés       | Suffrages exprimés       | Suffrages exprimés       | Suffrages exprimés       | 53 672 | 96,92 |  |  |
| Votes blancs             | Votes blancs             | Votes blancs             | Votes blancs             | 1 136  | 2,05  |  |  |
| Votes nuls               | Votes nuls               | Votes nuls               | Votes nuls               | 569    | 1,03  |  |  |
| Total                    | Total                    | Total                    | Total                    | 55 377 | 100   |  |  |
| Abstention               | Abstention               | Abstention               | Abstention               | 33 718 | 37,84 |  |  |
| Inscrits / participation | Inscrits / participation | Inscrits / participation | Inscrits / participation | 89 095 | 62,16 |  |  |

#### Département du Pas-de-Calais
- La fiche de l'INSEE de cette circonscription : « Tableaux et Analyses de la dixième circonscription du Pas-de-Calais », sur insee.fr, site de l'Institut national de la statistique et des études économiques (consulté le 10 juin 2007) [PDF]

- « Tous les députés du département du Pas-de-Calais depuis 1789 », sur assemblee-nationale.fr, site de l'Assemblée nationale française (consulté le 10 juin 2007)

- « Informations contentieuses sur le département du Pas-de-Calais (Élections législatives de 2002) »(Archive.org • Wikiwix • Archive.is • Google • Que faire ?), sur conseil-constitutionnel.fr, site du Conseil constitutionnel (consulté le 13 juin 2007)

#### Circonscriptions en France
- « Carte des circonscriptions législatives en France », sur assemblee-nationale.fr, site de l'Assemblée nationale française (consulté le 10 juin 2007)

- « Résultats électoraux officiels en France »(Archive.org • Wikiwix • Archive.is • Google • Que faire ?), sur interieur.gouv.fr, site du ministère de l'Intérieur (France) (consulté le 13 juin 2007)

- Description et Atlas des circonscriptions électorales de France sur http://www.atlaspol.com, Atlaspol, site de cartographie géopolitique, consulté le 13 juin 2007.